# Chicago IX – Chicago's Greatest Hits
Chicago IX – Chicago's Greatest Hits é um álbum de Greatest Hits de Chicago, lançado em 1975.